# Савчук, Алексей Иванович
Алексей Иванович Савчук (укр. Оле́ксій Іва́нович Савчу́к; 30 марта 1912, Федюковка, Таращанский уезд Киевской губернии Российской империи — ?) — украинский советский писатель

 и журналист.

## Биография
Из крестьян. В 1935 году окончил авиационный техникум. Участник Великой Отечественной войны.
В 1953 году окончил Высшую партийную школу при ЦК КП Украины.
Работал в редакциях газет «На смену», «Комсомолец Украины», «Правда Украины», в журнале «Советская Украина».

## Творчество
Автор сборников очерков и рассказов «Человек побеждает» (1947), «Первые зерна» (1948), «Щедрость» (1960), критико-биографический книги «Александр Бойченко» (1957), повести «Зеленое солнце» (1962) и «Григорий Иванович» (1967).
Работает в художественно-документальном жанре, написал две повести о В. И. Ленине — «Месяц февраль» (1971) и «Острый почерк», книгу очерков о талантливых украинских селекционерах академиках Ф. Г. Кириченко и П. Ф. Гаркавом, повесть об известном помологе Л. П. Симиренко. Двумя изданиями вышла на Украине документальная повесть «Григорий Иванович» — о Г. И. Петровском. В повести «Прямой дождь» (1980), представлен образ Григория Ивановича Петровского, выдающегося представителя рабочего класса.
Автор рассказывает о юности Петровского, о его подпольной работе, о деятельности как депутата IV Государственной думы от рабочих Екатеринославской губернии, об участии его в первом Советском правительстве республики, о работе на Украине председателем ВУЦИК.

## Избранные произведения
- Боец коммунистической закалки (1956)
- Пламенный патриот (1963)
- Высокие волны (1988)
- Прямой дождь (1988)